# Plan de numérotation en Afrique
Le Plan de numérotation en Afrique est constitué des indicatifs téléphoniques internationaux par États et territoires.

## États et territoires ayant un indicatif international
| États et territoires              | Indicatif international | Préfixe international | Article détaillé                             |
| Afrique centrale                  | Afrique centrale        | Afrique centrale      | Afrique centrale                             |
| --------------------------------- | ----------------------- | --------------------- | -------------------------------------------- |
| Angola                            | +244                    | 00                    | Numéros de téléphones en Angola              |
| Cameroun                          | +237                    | 00                    | Numéros de téléphones au Cameroun            |
| République centrafricaine         | +236                    | 00                    | Numéros de téléphones en Centrafrique        |
| République du Congo               | +242                    | 00                    | Numéros de téléphones en République du Congo |
| République démocratique du Congo  | +243                    | 00                    | Numéros de téléphones au Congo RDC           |
| Gabon                             | +241                    | 00                    | Numéros de téléphones au Gabon               |
| Guinée équatoriale                | +240                    | 00                    | Numéros de téléphones en Guinée équatoriale  |
| Sao Tomé-et-Principe              | +239                    | 00                    | Numéros de téléphones à Sao Tomé et Príncipe |
| Tchad                             | +235                    | 00                    | Numéros de téléphones au Tchad               |
| Afrique de l'Est                  |                         |                       |                                              |
| Burundi                           | +257                    | 00                    | Numéros de téléphones en Burundi             |
| Comores                           | +269                    | 00                    | Numéros de téléphones aux Comores            |
| Kenya                             | +254                    | 000                   | Numéros de téléphones au Kénya               |
| Madagascar                        | +261                    | 00                    | Numéros de téléphones à Madagascar           |
| Malawi                            | +265                    | 00                    | Numéros de téléphones au Malawi              |
| Maurice                           | +230                    | 00                    | Numéros de téléphones à Maurice              |
| Mayotte (France)                  | +262                    | 00                    | Numéros de téléphones à Mayotte              |
| Mozambique                        | +258                    | 00                    | Numéros de téléphones au Mozambique          |
| La Réunion (France)               | +262                    | 00                    | Numéros de téléphones à la Réunion           |
| Rwanda                            | +250                    | 00                    | Numéros de téléphones au Rwanda              |
| Seychelles                        | +248                    | 00                    | Numéros de téléphones aux Seychelles         |
| Tanzanie                          | +255                    | 000                   | Numéros de téléphones en Tanzanie            |
| Ouganda                           | +256                    | 000                   | Numéros de téléphones en Ouganda             |
| Corne de l'Afrique                |                         |                       |                                              |
| Djibouti                          | +253                    | 00                    | Numéros de téléphones à Djibouti             |
| Érythrée                          | +291                    | 011 & 00              | Numéros de téléphones en Eritrée             |
| Éthiopie                          | +251                    | 00                    | Numéros de téléphones en Ethiopia            |
| Somalie                           | +252                    | 00                    | Numéros de téléphones en Somalie             |
| Afrique du Nord                   |                         |                       |                                              |
| Algérie                           | +213                    | 00                    | Numéros de téléphones en Algérie             |
| Égypte                            | +20                     | 00                    | Numéros de téléphones en Egypte              |
| Libye                             | +218                    | 00                    | Numéros de téléphones en Libye               |
| Maroc                             | +212                    | 00                    | Numéros de téléphones au Maroc               |
| Soudan du Sud                     | +211                    | 00                    | Numéros de téléphones au Soudan du Sud       |
| Soudan                            | +249                    | 00                    | Numéros de téléphones au Soudan              |
| Tunisie                           | +216                    | 00                    | Numéros de téléphones en Tunisie             |
| Afrique australe                  |                         |                       |                                              |
| Botswana                          | +267                    | 00                    | Numéros de téléphones au Botswana            |
| Lesotho                           | +266                    | 00                    | Numéros de téléphones au Lesotho             |
| Namibie                           | +264                    | 00                    | Numéros de téléphones en Namibie             |
| Afrique du Sud                    | +27                     | 00                    | Numéros de téléphones en Afrique du Sud      |
| Eswatini                          | +268                    | 00                    | Numéros de téléphones au Swaziland           |
| Zimbabwe                          | +263                    | 00                    | Numéros de téléphones au Zimbabwe            |
| Zambie                            | +260                    | 00                    | Numéros de téléphones en Zambie              |
| Afrique de l'Ouest                |                         |                       |                                              |
| Ascension                         | +247                    | 00                    | Numéros de téléphones à Ascension            |
| Bénin                             | +229                    | 00                    | Numéros de téléphones au Bénin               |
| Burkina Faso                      | +226                    | 00                    | Numéros de téléphones au Burkina Faso        |
| Cap-Vert                          | +238                    | 00                    | Numéros de téléphones au Cap Vert            |
| Côte d'Ivoire                     | +225                    | 00                    | Numéros de téléphones en Côte d'Ivoire       |
| Gambie                            | +220                    | 00                    | Numéros de téléphones en Gambie              |
| Ghana                             | +233                    | 00                    | Numéros de téléphones au Ghana               |
| Guinée                            | +224                    | 00                    | Numéros de téléphones en Guinée              |
| Guinée-Bissau                     | +245                    | 00                    | Numéros de téléphones en Guinée-Bissau       |
| Liberia                           | +231                    | 00                    | Numéros de téléphones au Libéria             |
| Mali                              | +223                    | 00                    | Numéros de téléphones au Mali                |
| Mauritanie                        | +222                    | 00                    | Numéros de téléphones en Mauritanie          |
| Niger                             | +227                    | 00                    | Numéros de téléphones au Niger               |
| Nigeria                           | +234                    | 009                   | Numéros de téléphones au Nigeria             |
| Sainte-Hélène (Royaume-Uni)       | +290                    | 00                    | Numéros de téléphones à Sainte Héléne        |
| Sénégal                           | +221                    | 00                    | Numéros de téléphones au Sénégal             |
| Sierra Leone                      | +232                    | 00                    | Numéros de téléphones en Sierra Léone        |
| Togo                              | +228                    | 00                    | Numéros de téléphones au Togo                |
| Tristan da Cunha (United Kingdom) | +290                    | 00                    | Numéros de téléphones à Tristan de Cunha     |

## Territoires sans indicatifs internationaux propres
| Territoires                   | Indicatif international | Préfixe international | Article détaillé                            |
| ----------------------------- | ----------------------- | --------------------- | ------------------------------------------- |
| Îles Canaries (Espagne)       | +34                     | 00                    | Numéros de téléphones aux Iles Canaries     |
| Ceuta (Espagne)               | +34                     | 00                    | Numéros de téléphones à Ceuta               |
| Madère (Portugal)             | +351                    | 00                    | Numéros de téléphones à Madère              |
| Melilla (Espagne)             | +34                     | 00                    | Numéros de téléphones à Mélilla             |
| Plazas de soberanía (Espagne) | +34                     | 00                    | Numéros de téléphones des Présides mineures |
| Sahara occidental             | +212                    | 00                    | Numéros de téléphones au Sahara occidental  |
| Somaliland (Somalie)          | +252                    | 00                    | Numéros de téléphones au Somaliland         |